# Poeciliopsis presidionis
Poeciliopsis presidionis, tên thông thường là Sinaloa livebearer, là một loài cá nước ngọt thuộc chi Poeciliopsis trong họ Cá khổng tước. Loài này được mô tả lần đầu tiên vào năm 1895.

## Từ nguyên
Loài cá này được đặt theo tên của con sông Presidio (Mexico), là nơi đầu tiên phát hiện ra chúng.

## Phân bố và môi trường sống
P. presidionis có phạm vi phân bố trải dài theo sườn Thái Bình Dương ở Trung Mỹ. Loài cá này được tìm thấy trải dài từ sông Presidio ở bang Sinaloa tới sông Acaponeta ở bang Nayarit. Đây là một loài đặc hữu của Mexico. P. presidionis có thể chịu được độ mặn ở các đầm phá ven biển, nhưng chúng ưa sống ở các sông suối, ao hồ nước ngọt hơn, nơi có dòng chảy chậm với đáy cát hoặc sỏi đá, độ sâu khoảng 5 m trở lại.

## Mô tả
Cá cái của loài P. presidionis có chiều dài cơ thể lớn nhất được ghi nhận là 5 cm; ở cá đực, chiều dài cơ thể lớn nhất được ghi nhận là 3,5 cm.